# Heterospilus fuscexilis
Heterospilus fuscexilis är en stekelart som beskrevs av Shaw 1997. Heterospilus fuscexilis ingår i släktet Heterospilus och familjen bracksteklar. Arten är reproducerande i Sverige. Inga underarter finns listade i Catalogue of Life.